# Discothyrea sexarticulata
Discothyrea sexarticulata är en myrart som beskrevs av Borgmeier 1954. Discothyrea sexarticulata ingår i släktet Discothyrea och familjen myror. Inga underarter finns listade i Catalogue of Life.